# 伍德斯托克 (佐治亚州)
伍德斯托克（Woodstock），位于北美國佐治亚州切羅基郡南部的一个城市。属于亚特兰大都会区。在2007年被评为美国十大发展最快的城市之一。全市面积22.9平方公里，2010年人口普查時人口數為23,896人，人口密度為每平方公里1043人。

## 名人
- 克里斯·科克：高爾夫球員。
- 尼克·馬卡克斯：棒球員。
- 錢德勒·里格斯：演員。
- 艾玛·罗伯茨：演員。
- 迪安·魯斯克：曾任美國國務卿

## 資料來源
1. ↑  . US Census Bureau.   [August 30, 2011].
2. ↑  . United States Census Bureau.   [2008-01-31].
3. ↑  . United States Geological Survey. 2007-10-25  [2008-01-31].